# Sezonul de Formula 1 din 1956
Sezonul de Formula 1 din 1956 a fost cel de-al 10-lea sezon al curselor auto de Formula 1 FIA, și a inclus cea de-a șaptea ediție a Campionatului Mondial al Piloților. Sezonul a fost disputat pe parcursul a opt curse, începând cu Marele Premiu al Argentinei pe 22 ianuarie și terminându-se cu Marele Premiu al Italiei pe 2 septembrie. În 1956 s-au desfășurat și alte nouă curse care nu au făcut parte din campionat. Juan Manuel Fangio a câștigat al treilea său titlu consecutiv, și al patrulea din carieră. Până în 2006, acesta a fost ultimul sezon în care niciun constructor britanic nu a câștigat vreo cursă de campionat.

## Rezumatul sezonului
Fangio s-a alăturat Scuderiei Ferrari după ce Mercedes-Benz, cu care câștigase titlurile din 1954 și 1955, s-a retras din sport. Ferrari a achiziționat mașinile D50 pliate ale echipei Lancia și a creat o echipă puternică care îi avea pe Fangio, Eugenio Castellotti, Luigi Musso și Peter Collins. Fangio a câștigat cursa de deschidere a sezonului după ce a preluat mașina lui Musso, întrucât a sa s-a defectat. Coechipierul lui Collins și Fangio la Mercedes, Stirling Moss, care conduce acum pentru Maserati, a reprezentat cea mai mare provocare pentru Fangio, fiecare câștigând câte două curse. Într-un sezon deschis, britanicii Connaught, Vanwall și BRM au arătat și ei câteva semne de promisiune.
Intrând în cursa finală a sezonului, Fangio avea un avans de opt puncte față de Collins și Jean Behra, care conduceau pentru Maserati. Singura modalitate prin care ar fi putut pierde titlul ar fi fost să nu marcheze niciun punct, Collins câștigând și stabilind cel mai rapid tur. (Deoarece un pilot își putea alege doar cele mai bune cinci rezultate din sezon, Behra nu putea câștiga titlul.) Fangio s-a retras din cursă, iar cu Musso refuzând să-și împartă mașina cu Fangio, Collins a avut șanse mari să câștige primul său titlu. Într-un act remarcabil de sportivitate, Collins a ales în schimb să-și predea mașina lui Fangio pentru a-i permite argentinianului să termine pe locul al doilea în cursă și să câștige al treilea titlu la rând.

## Piloții și echipele înscrise în campionat
Următorii piloți și constructori au participat în Campionatul Mondial al Piloților din 1956.
| Imagine          | Concurent                 | Constructor | Motor                                  | Șasiu   | Pneu | Piloți                  | Piloți     |
| ---------------- | ------------------------- | ----------- | -------------------------------------- | ------- | ---- | ----------------------- | ---------- |
| Imagine          | Concurent                 | Constructor | Motor                                  | Șasiu   | Pneu | Numele pilotului        | Etape      |
| BRM P25          | Owen Racing Organisation  | BRM         | BRM P25 2,5 L4                         | P25     | D    | Mike Hawthorn           | 2, 6       |
| BRM P25          | Owen Racing Organisation  | BRM         | BRM P25 2,5 L4                         | P25     | D    | Tony Brooks             | 2, 6       |
| BRM P25          | Owen Racing Organisation  | BRM         | BRM P25 2,5 L4                         | P25     | D    | Ron Flockhart           | 6          |
| Bugatti T251     | Automobiles Bugatti       | Bugatti     | Bugatti 2,5 L8                         | T251    | E    | Maurice Trintignant     | 5          |
| Connaught Type B | Connaught Engineering     | Connaught   | Alta GP 2,5 L4                         | Type B  | P A  | Archie Scott-Brown      | 6, 8       |
| Connaught Type B | Connaught Engineering     | Connaught   | Alta GP 2,5 L4                         | Type B  | P A  | Desmond Titterington    | 6          |
| Connaught Type B | Connaught Engineering     | Connaught   | Alta GP 2,5 L4                         | Type B  | P A  | Jack Fairman            | 6, 8       |
| Connaught Type B | Connaught Engineering     | Connaught   | Alta GP 2,5 L4                         | Type B  | P A  | Les Leston              | 8          |
| Connaught Type B | Connaught Engineering     | Connaught   | Alta GP 2,5 L4                         | Type B  | P A  | Ron Flockhart           | 8          |
| Cooper T23       | Bob Gerard                | Cooper      | Bristol BS1 2,0 L6                     | T23     | D    | Bob Gerard              | 6          |
|                  | Emeryson Cars             | Emeryson    | Alta GP 2,5 L4                         | 56      | D    | Paul Emery              | 6          |
| Ferrari D50      | Scuderia Ferrari          | Ferrari     | Ferrari DS50 2,5 V8 Ferrari 555 2,5 L4 | D50 555 | E P  | Juan Manuel Fangio      | 1–2, 4–8   |
| Ferrari D50      | Scuderia Ferrari          | Ferrari     | Ferrari DS50 2,5 V8 Ferrari 555 2,5 L4 | D50 555 | E P  | Eugenio Castellotti     | 1–2, 4–8   |
| Ferrari D50      | Scuderia Ferrari          | Ferrari     | Ferrari DS50 2,5 V8 Ferrari 555 2,5 L4 | D50 555 | E P  | Luigi Musso             | 1–2, 7–8   |
| Ferrari D50      | Scuderia Ferrari          | Ferrari     | Ferrari DS50 2,5 V8 Ferrari 555 2,5 L4 | D50 555 | E P  | Peter Collins           | 1–2, 4–8   |
| Ferrari D50      | Scuderia Ferrari          | Ferrari     | Ferrari DS50 2,5 V8 Ferrari 555 2,5 L4 | D50 555 | E P  | Olivier Gendebien       | 1, 5       |
| Ferrari D50      | Scuderia Ferrari          | Ferrari     | Ferrari DS50 2,5 V8 Ferrari 555 2,5 L4 | D50 555 | E P  | Paul Frère              | 4          |
| Ferrari D50      | Scuderia Ferrari          | Ferrari     | Ferrari DS50 2,5 V8 Ferrari 555 2,5 L4 | D50 555 | E P  | André Pilette           | 4          |
| Ferrari D50      | Scuderia Ferrari          | Ferrari     | Ferrari DS50 2,5 V8 Ferrari 555 2,5 L4 | D50 555 | E P  | Alfonso de Portago      | 5–8        |
| Ferrari D50      | Scuderia Ferrari          | Ferrari     | Ferrari DS50 2,5 V8 Ferrari 555 2,5 L4 | D50 555 | E P  | Wolfgang von Trips      | 8          |
| Gordini T32      | Equipe Gordini            | Gordini     | Gordini 23 2,5 L6 Gordini 25 2,5 L8    | T16 T32 | E    | Robert Manzon           | 2, 5–8     |
| Gordini T32      | Equipe Gordini            | Gordini     | Gordini 23 2,5 L6 Gordini 25 2,5 L8    | T16 T32 | E    | Élie Bayol              | 2          |
| Gordini T32      | Equipe Gordini            | Gordini     | Gordini 23 2,5 L6 Gordini 25 2,5 L8    | T16 T32 | E    | André Pilette           | 2, 5, 7    |
| Gordini T32      | Equipe Gordini            | Gordini     | Gordini 23 2,5 L6 Gordini 25 2,5 L8    | T16 T32 | E    | Hernando da Silva Ramos | 2, 5–6, 8  |
| Gordini T32      | Equipe Gordini            | Gordini     | Gordini 23 2,5 L6 Gordini 25 2,5 L8    | T16 T32 | E    | André Milhoux           | 7          |
| Gordini T32      | Equipe Gordini            | Gordini     | Gordini 23 2,5 L6 Gordini 25 2,5 L8    | T16 T32 | E    | André Simon             | 8          |
| Maserati 250F    | Officine Alfieri Maserati | Maserati    | Maserati 250F1 2,5 L6                  | 250F    | P    | Stirling Moss           | 1–2, 4–8   |
| Maserati 250F    | Officine Alfieri Maserati | Maserati    | Maserati 250F1 2,5 L6                  | 250F    | P    | Jean Behra              | 1–2, 4–8   |
| Maserati 250F    | Officine Alfieri Maserati | Maserati    | Maserati 250F1 2,5 L6                  | 250F    | P    | Carlos Menditeguy       | 1          |
| Maserati 250F    | Officine Alfieri Maserati | Maserati    | Maserati 250F1 2,5 L6                  | 250F    | P    | Luigi Piotti            | 1          |
| Maserati 250F    | Officine Alfieri Maserati | Maserati    | Maserati 250F1 2,5 L6                  | 250F    | P    | Chico Landi             | 1          |
| Maserati 250F    | Officine Alfieri Maserati | Maserati    | Maserati 250F1 2,5 L6                  | 250F    | P    | Gerino Gerini           | 1          |
| Maserati 250F    | Officine Alfieri Maserati | Maserati    | Maserati 250F1 2,5 L6                  | 250F    | P    | José Froilán González   | 1          |
| Maserati 250F    | Officine Alfieri Maserati | Maserati    | Maserati 250F1 2,5 L6                  | 250F    | P    | Cesare Perdisa          | 2, 4–7     |
| Maserati 250F    | Officine Alfieri Maserati | Maserati    | Maserati 250F1 2,5 L6                  | 250F    | P    | Paco Godia              | 4–8        |
| Maserati 250F    | Officine Alfieri Maserati | Maserati    | Maserati 250F1 2,5 L6                  | 250F    | P    | Mike Hawthorn           | 4          |
| Maserati 250F    | Officine Alfieri Maserati | Maserati    | Maserati 250F1 2,5 L6                  | 250F    | P    | Piero Taruffi           | 5          |
| Maserati 250F    | Officine Alfieri Maserati | Maserati    | Maserati 250F1 2,5 L6                  | 250F    | P    | Umberto Maglioli        | 7–8        |
| Maserati 250F    | Officine Alfieri Maserati | Maserati    | Maserati 250F1 2,5 L6                  | 250F    | P    | Luigi Villoresi         | 8          |
| Maserati 250F    | Officine Alfieri Maserati | Maserati    | Maserati 250F1 2,5 L6                  | 250F    | P    | Jo Bonnier              | 8          |
| Vanwall VW 2     | Vandervell Products       | Vanwall     | Vanwall 254 2,5 L4                     | VW 2    | P    | Maurice Trintignant     | 2, 4, 6, 8 |
| Vanwall VW 2     | Vandervell Products       | Vanwall     | Vanwall 254 2,5 L4                     | VW 2    | P    | Harry Schell            | 2, 4–6, 8  |
| Vanwall VW 2     | Vandervell Products       | Vanwall     | Vanwall 254 2,5 L4                     | VW 2    | P    | Mike Hawthorn           | 5          |
| Vanwall VW 2     | Vandervell Products       | Vanwall     | Vanwall 254 2,5 L4                     | VW 2    | P    | Colin Chapman           | 5          |
| Vanwall VW 2     | Vandervell Products       | Vanwall     | Vanwall 254 2,5 L4                     | VW 2    | P    | José Froilán González   | 6          |
| Vanwall VW 2     | Vandervell Products       | Vanwall     | Vanwall 254 2,5 L4                     | VW 2    | P    | Piero Taruffi           | 8          |

Piloții și echipele private care nu și-au construit propriul șasiu și au folosit șasiurile constructorilor existenți sunt arătați mai jos.
| Concurent                           | Constructor afiliat | Motor                 | Șasiu  | Pneu | Piloți               | Piloți    |
| ----------------------------------- | ------------------- | --------------------- | ------ | ---- | -------------------- | --------- |
| Concurent                           | Constructor afiliat | Motor                 | Șasiu  | Pneu | Numele pilotului     | Etape     |
| Owen Racing Organisation            | Maserati            | Maserati 250F1 2,5 L6 | 250F   | P    | Mike Hawthorn        | 1         |
| Alberto Uria                        | Maserati            | Maserati 250F1 2,5 L6 | A6GCM  | P    | Alberto Uria         | 1         |
| Alberto Uria                        | Maserati            | Maserati 250F1 2,5 L6 | A6GCM  | P    | Óscar González       | 1         |
| Ecurie Rosier                       | Maserati            | Maserati 250F1 2,5 L6 | 250F   | P    | Louis Rosier         | 2, 4–7    |
| Gould's Garage (Bristol) H.H. Gould | Maserati            | Maserati 250F1 2,5 L6 | 250F   | D    | Horace Gould         | 2, 4, 6–7 |
| Giorgio Scarlatti                   | Ferrari             | Ferrari 500 2,0 L4    | 500    | P    | Giorgio Scarlatti    | 2         |
| Scuderia Centro Sud                 | Maserati            | Maserati 250F1 2,5 L6 | 250F   | P    | Louis Chiron         | 2         |
| Scuderia Centro Sud                 | Maserati            | Maserati 250F1 2,5 L6 | 250F   | P    | Luigi Villoresi      | 4         |
| Scuderia Centro Sud                 | Maserati            | Maserati 250F1 2,5 L6 | 250F   | P    | Harry Schell         | 7         |
| Scuderia Centro Sud                 | Maserati            | Maserati 250F1 2,5 L6 | 250F   | P    | Toulo de Graffenried | 8         |
| Scuderia Centro Sud                 | Ferrari             | Ferrari 500 2,0 L4    | 500    | P    | Giorgio Scarlatti    | 7         |
| Piero Scotti                        | Connaught           | Alta GP 2,5 L4        | Type B | P    | Piero Scotti         | 4         |
| Luigi Piotti                        | Maserati            | Maserati 250F1 2,5 L6 | 250F   | P    | Luigi Villoresi      | 5–7       |
| Luigi Piotti                        | Maserati            | Maserati 250F1 2,5 L6 | 250F   | P    | Luigi Piotti         | 7–8       |
| André Simon                         | Maserati            | Maserati 250F1 2,5 L6 | 250F   | P    | André Simon          | 5         |
| Scuderia Guastalla                  | Maserati            | Maserati 250F1 2,5 L6 | 250F   | P    | Umberto Maglioli     | 6         |
| Scuderia Guastalla                  | Maserati            | Maserati 250F1 2,5 L6 | 250F   | P    | Gerino Gerini        | 8         |
| Gilby Engineering                   | Maserati            | Maserati 250F1 2,5 L6 | 250F   | D    | Roy Salvadori        | 6–8       |
| Bruce Halford                       | Maserati            | Maserati 250F1 2,5 L6 | 250F   | D    | Bruce Halford        | 6–8       |
| Jack Brabham                        | Maserati            | Maserati 250F1 2,5 L6 | 250F   | D    | Jack Brabham         | 6         |
| Ottorino Volonterio                 | Maserati            | Maserati 250F1 2,5 L6 | A6GCM  | P    | Ottorino Volonterio  | 7         |

- Notă: Tabelele de mai sus nu includ piloții și echipele care au participat doar la cursa de Campionat Mondial de la Indianapolis.

## Calendar
Următoarele șapte Mari Premii și Indianapolis 500 au avut loc în 1956.
| 1.                                      | 2.                                           | 3.                                  | 4.                                    |
| --------------------------------------- | -------------------------------------------- | ----------------------------------- | ------------------------------------- |
| Marele Premiu al Argentinei 22 ianuarie | Marele Premiu al Principatului Monaco 13 mai | Indianapolis 500 30 mai             | Marele Premiu al Belgiei 3 iunie      |
| Buenos Aires (P)                        | Monaco (S)                                   | Indianapolis (P)                    | Spa-Francorchamps (S)                 |
| 5.                                      | 6.                                           | 7.                                  | 8.                                    |
| Marele Premiu al Franței 1 iulie        | Marele Premiu al Marii Britanii 14 iulie     | Marele Premiu al Germaniei 5 august | Marele Premiu al Italiei 2 septembrie |
| Reims-Gueux (S)                         | Silverstone (P)                              | Nürburgring (P)                     | Monza (P)                             |
| (P) - pistă; (S) - stradă.              |                                              |                                     |                                       |

Criza Suezului a avut un impact simțitor asupra sezonului de Formula 1 din 1956. Marele Premiu al Țărilor de Jos și cel al Spaniei au fost afectate de această criză, iar prețurile petrolului au fost prea mari pentru echipe și piloți, așa că cele două curse care trebuiau inițial să aibă loc la Zandvoort și Pedralbes au fost anulate.

## Rezultate
| Etapa | Mare Premiu                | Pole position      | Cel mai rapid tur  | Pilotul câștigător             | Constructorul câștigător | Pneu | Lider | Lider |
| Etapa | Mare Premiu                | Pole position      | Cel mai rapid tur  | Pilotul câștigător             | Constructorul câștigător | Pneu | Pilot | Dif.  |
| ----- | -------------------------- | ------------------ | ------------------ | ------------------------------ | ------------------------ | ---- | ----- | ----- |
| 1     | MP al Argentinei           | Juan Manuel Fangio | Juan Manuel Fangio | Luigi Musso Juan Manuel Fangio | Ferrari                  | E    | BEH   | 1     |
| 2     | MP al Principatului Monaco | Juan Manuel Fangio | Juan Manuel Fangio | Stirling Moss                  | Maserati                 | P    | BEH   | 1     |
| 3     | Indianapolis 500           | Pat Flaherty       | Paul Russo         | Pat Flaherty                   | Watson-Offenhauser       | F    | BEH   | 1     |
| 4     | MP al Belgiei              | Juan Manuel Fangio | Stirling Moss      | Peter Collins                  | Ferrari                  | E    | COL   | 0     |
| 5     | MP al Franței              | Juan Manuel Fangio | Juan Manuel Fangio | Peter Collins                  | Ferrari                  | E    | COL   | 5     |
| 6     | MP al Marii Britanii       | Stirling Moss      | Stirling Moss      | Juan Manuel Fangio             | Ferrari                  | E    | COL   | 1     |
| 7     | MP al Germaniei            | Juan Manuel Fangio | Juan Manuel Fangio | Juan Manuel Fangio             | Ferrari                  | E    | FAN   | 8     |
| 8     | MP al Italiei              | Juan Manuel Fangio | Stirling Moss      | Stirling Moss                  | Maserati                 | P    | FAN   | 3     |

## Clasamentul Campionatului Mondial al Piloților
Punctele au fost acordate pe o bază de 8–6–4–3–2 primilor cinci clasați în fiecare cursă, cu un punct suplimentar revenind pilotului care a stabilit cel mai rapid tur al cursei (dacă cel mai rapid tur a fost realizat de mai mulți piloți, punctul s-a împărțit egal la fiecare pilot). Punctele pentru piloții care au condus aceeași mașină au fost împărțite în mod egal, indiferent de cine a condus mai multe tururi. Doar cele mai bune cinci rezultate au fost luate în considerare pentru Campionatul Mondial. FIA nu a acordat o clasificare în campionat acelor piloți care nu au obținut puncte.
| Poz. | Pilot                   | ARG       | MCO      | 500 | BEL    | FRA     | GBR    | DEU     | ITA      | Puncte  |
| ---- | ----------------------- | --------- | -------- | --- | ------ | ------- | ------ | ------- | -------- | ------- |
| 1    | Juan Manuel Fangio      | 1P R / Ab | 2P R / 4 |     | AbP    | 4P R    | 1      | 1P R    | (2)P / 8 | 30 (33) |
| 2    | Stirling Moss           | Ab        | 1        |     | 3R/ Ab | 5 / Ab  | AbP R  | 2       | 1R       | 27 (28) |
| 3    | Peter Collins           | Ab        | 2        |     | 1      | 1       | 2 / Ab | Ab / Ab | 2        | 25      |
| 4    | Jean Behra              | 2         | 3        |     | 7      | 3       | 3      | 3       | Ab / Ab  | 22      |
| 5    | Pat Flaherty            |           |          | 1P  |        |         |        |         |          | 8       |
| 6    | Eugenio Castellotti     | Ab        | 4 / Ab   |     | Ab     | 2       | 10     | Ab / Ab | 8 / Ab   | 7,5     |
| 7    | Sam Hanks               |           |          | 2   |        |         |        |         |          | 6       |
| =    | Paul Frère              |           |          |     | 2      |         |        |         |          | 6       |
| 9    | Paco Godia              |           |          |     | Ab     | 7       | 8      | 4       | 4        | 6       |
| 10   | Jack Fairman            |           |          |     |        |         | 4      |         | 5        | 5       |
| 11   | Luigi Musso             | 1         | Ab       |     |        |         |        | Ab      | Ab       | 4       |
| =    | Mike Hawthorn           | 3         | NS       |     | NS     | 10      | Ab     |         |          | 4       |
| =    | Ron Flockhart           |           |          |     |        |         | Ab     |         | 3        | 4       |
| =    | Don Freeland            |           |          | 3   |        |         |        |         |          | 4       |
| 15   | Alfonso de Portago      |           |          |     |        | Ab      | 2 / 10 | Ab      | Ab       | 3       |
| =    | Cesare Perdisa          |           | 7        |     | 3      | 5       | 7      | NS      |          | 3       |
| =    | Harry Schell            |           | Ab       |     | 4      | 10 / Ab | Ab     | Ab      | Ab       | 3       |
| =    | Johnnie Parsons         |           |          | 4   |        |         |        |         |          | 3       |
| 19   | Louis Rosier            |           | Ab       |     | 8      | 6       | Ab     | 5       |          | 2       |
| =    | Luigi Villoresi         |           |          |     | 5      | Ab      | 6      | Ab      | Ab       | 2       |
| =    | Hernando da Silva Ramos |           | 5        |     |        | 8       | Ab     |         | Ab       | 2       |
| =    | Horace Gould            |           | 8        |     | Ab     |         | 5      | Ab      |          | 2       |
| =    | Olivier Gendebien       | 5         |          |     |        | Ab      |        |         |          | 2       |
| =    | Dick Rathmann           |           |          | 5   |        |         |        |         |          | 2       |
| 25   | Gerino Gerini           | 4         |          |     |        |         |        |         | 10       | 1,5     |
| =    | Chico Landi             | 4         |          |     |        |         |        |         |          | 1,5     |
| 27   | Paul Russo              |           |          | AbR |        |         |        |         |          | 1       |
| —    | André Pilette           |           | 6        |     | 6      | 11      |        | NS      |          | 0       |
| —    | Luigi Piotti            | Ab        |          |     |        |         |        | NS      | 6        | 0       |
| —    | Bob Sweikert            |           |          | 6   |        |         |        |         |          | 0       |
| —    | Óscar González          | 6         |          |     |        |         |        |         |          | 0       |
| —    | Alberto Uria            | 6         |          |     |        |         |        |         |          | 0       |
| —    | Élie Bayol              |           | 6        |     |        |         |        |         |          | 0       |
| —    | Bob Veith               |           |          | 7   |        |         |        |         |          | 0       |
| —    | Toulo de Graffenried    |           |          |     |        |         |        |         | 7        | 0       |
| —    | Rodger Ward             |           |          | 8   |        |         |        |         |          | 0       |
| —    | Robert Manzon           |           | Ab       |     |        | 9       | 9      | Ab      | Ab       | 0       |
| —    | André Simon             |           |          |     |        | Ab      |        |         | 9        | 0       |
| —    | Jimmy Reece             |           |          | 9   |        |         |        |         |          | 0       |
| —    | Cliff Griffith          |           |          | 10  |        |         |        |         |          | 0       |
| —    | Roy Salvadori           |           |          |     |        |         | Ab     | Ab      | 11       | 0       |
| —    | Gene Hartley            |           |          | 11  |        |         |        |         |          | 0       |
| —    | Bob Gerard              |           |          |     |        |         | 11     |         |          | 0       |
| —    | Fred Agabashian         |           |          | 12  |        |         |        |         |          | 0       |
| —    | Bob Christie            |           |          | 13  |        |         |        |         |          | 0       |
| —    | Al Keller               |           |          | 14  |        |         |        |         |          | 0       |
| —    | Eddie Johnson           |           |          | 15  |        |         |        |         |          | 0       |
| —    | Billy Garrett           |           |          | 16  |        |         |        |         |          | 0       |
| —    | Duke Dinsmore           |           |          | 17  |        |         |        |         |          | 0       |
| —    | Pat O'Connor            |           |          | 18  |        |         |        |         |          | 0       |
| —    | Jimmy Bryan             |           |          | 19  |        |         |        |         |          | 0       |
| —    | Ottorino Volonterio     |           |          |     |        |         |        | NC      |          | 0       |
| —    | Maurice Trintignant     |           | Ab       |     | Ab     | Ab      | Ab     |         | Ab       | 0       |
| —    | Umberto Maglioli        |           |          |     |        |         | Ab     | Ab      | Ab       | 0       |
| —    | Bruce Halford           |           |          |     |        |         | Ab     | DSC     | Ab       | 0       |
| —    | José Froilán González   | Ab        |          |     |        |         | Ab     |         |          | 0       |
| —    | Piero Taruffi           |           |          |     |        | Ab      |        |         | Ab       | 0       |
| —    | Tony Brooks             |           | NS       |     |        |         | Ab     |         |          | 0       |
| —    | Giorgio Scarlatti       |           | NSC      |     |        |         |        | Ab      |          | 0       |
| —    | Carlos Menditeguy       | Ab        |          |     |        |         |        |         |          | 0       |
| —    | Jim Rathmann            |           |          | Ab  |        |         |        |         |          | 0       |
| —    | Johnnie Tolan           |           |          | Ab  |        |         |        |         |          | 0       |
| —    | Tony Bettenhausen       |           |          | Ab  |        |         |        |         |          | 0       |
| —    | Jimmy Daywalt           |           |          | Ab  |        |         |        |         |          | 0       |
| —    | Jack Turner             |           |          | Ab  |        |         |        |         |          | 0       |
| —    | Keith Andrews           |           |          | Ab  |        |         |        |         |          | 0       |
| —    | Andy Linden             |           |          | Ab  |        |         |        |         |          | 0       |
| —    | Al Herman               |           |          | Ab  |        |         |        |         |          | 0       |
| —    | Ray Crawford            |           |          | Ab  |        |         |        |         |          | 0       |
| —    | Johnny Boyd             |           |          | Ab  |        |         |        |         |          | 0       |
| —    | Troy Ruttman            |           |          | Ab  |        |         |        |         |          | 0       |
| —    | Johnny Thomson          |           |          | Ab  |        |         |        |         |          | 0       |
| —    | Piero Scotti            |           |          |     | Ab     |         |        |         |          | 0       |
| —    | Desmond Titterington    |           |          |     |        |         | Ab     |         |          | 0       |
| —    | Archie Scott-Brown      |           |          |     |        |         | Ab     |         |          | 0       |
| —    | Paul Emery              |           |          |     |        |         | Ab     |         |          | 0       |
| —    | Jack Brabham            |           |          |     |        |         | Ab     |         |          | 0       |
| —    | André Milhoux           |           |          |     |        |         |        | Ab      |          | 0       |
| —    | Les Leston              |           |          |     |        |         |        |         | Ab       | 0       |
| —    | Ed Elisian              |           |          | Ab  |        |         |        |         |          | 0       |
| —    | Eddie Russo             |           |          | Ab  |        |         |        |         |          | 0       |
| —    | Jo Bonnier              |           |          |     |        |         |        |         | Ab       | 0       |
| —    | Louis Chiron            |           | NS       |     |        |         |        |         |          | 0       |
| —    | Colin Chapman           |           |          |     |        | NS      |        |         |          | 0       |
| —    | Wolfgang von Trips      |           |          |     |        |         |        |         | NS       | 0       |
| Poz. | Constructor             | ARG       | MCO      | 500 | BEL    | FRA     | GBR    | DEU     | ITA      | Puncte  |

| Legendă      | Legendă                                            |
| Culoare      | Rezultat                                           |
| ------------ | -------------------------------------------------- |
| Auriu        | Câștigător                                         |
| Argintiu     | Locul 2                                            |
| Bronz        | Locul 3                                            |
| Verde        | Alte locuri care punctează                         |
| Albastru     | Alte locuri                                        |
| Albastru     | Nu s-a clasat, dar a terminat cursa (NC)           |
| Purpuriu     | A abandonat cursa (Ab)                             |
| Negru        | Descalificat (DSC)                                 |
| Alb          | Nu a luat startul (NS)                             |
| Roșu         | Nu s-a calificat (NSC)                             |
| Fără culoare | Retras înainte de calificări (Ret)                 |
| Fără culoare | Exclus (EX)                                        |
| Fără culoare | Nu a participat (celulă goală)                     |
| Adnotare     | Însemnătate                                        |
| P            | Pole position                                      |
| R            | Cel mai rapid tur                                  |
| (6)          | Rezultatul nu a fost luat în considerare pentru CM |
| 1            | A împărțit mașina cu unul sau mai mulți piloți     |

## Curse non-campionat
Aceste curse n-au contat pentru Campionatul Mondial al Piloților.
| Nume                             | Nume oficial                         | Circuit      | Dată         | Câștigător         | Constructor    |
| -------------------------------- | ------------------------------------ | ------------ | ------------ | ------------------ | -------------- |
| Marele Premiu de la Buenos Aires | X Gran Premio Ciudad de Buenos Aires | Mendoza      | 5 februarie  | Juan Manuel Fangio | Lancia-Ferrari |
| Trofeul Glover                   | IV Glover Trophy                     | Goodwood     | 2 aprilie    | Stirling Moss      | Maserati       |
| Marele Premiu al Siracuzei       | VI Gran Premio di Siracusa           | Siracuza     | 15 aprilie   | Juan Manuel Fangio | Lancia-Ferrari |
| BARC Aintree 200                 | XI BARC Aintree 200                  | Aintree      | 21 aprilie   | Stirling Moss      | Maserati       |
| Trofeul Internațional BRDC       | VIII BRDC International Trophy       | Silverstone  | 5 mai        | Stirling Moss      | Vanwall        |
| Marele Premiu de la Napoli       | IX Gran Premio di Napoli             | Posillipo    | 6 mai        | Robert Manzon      | Gordini        |
| Aintree 100                      | I Aintree 100                        | Aintree      | 24 iunie     | Horace Gould       | Maserati       |
| Trofeul Vanwall                  | I Vanwall Trophy                     | Snetterton   | 22 iulie     | Roy Salvadori      | Maserati       |
| Marele Premiu al Caenului        | IV Grand Prix de Caen                | Caen         | 26 august    | Harry Schell       | Maserati       |
| Cursa BRSCC                      | I BRSCC Formula 1 Race               | Brands Hatch | 14 octombrie | Archie Scott-Brown | Connaught-Alta |